# Дуэль (картина Репина)
«Дуэ́ль» — картина русского художника Ильи Репина, написанная в 1896 году.

## История создания
«Дуэль» написана И. Е. Репиным в белорусском имении «Здравнёво». Впервые была представлена публике на выставке «Опытов художественного творчества русских и иностранных художников и учеников» в Санкт-Петербурге в 1896 году. Там же картину приобрёл П. М. Третьяков, и она доныне находится в его галерее в Москве. В 1899 году картина экспонировалась на 27-й передвижной выставке. Также была представлена на выставке Товарищества передвижных художественных выставок в мае 1900 года в Праге.

Первый вариант картины под названием «Простите!» экспонировался на Международной выставке 1897 года в Венеции (вторая Венецианская биеннале), где и был продан итальянке Кармен Тиранти из Ниццы.
«В 1897 году, то есть на второй Венецианской биеннале, свою картину “Дуэль” представил Илья Репин, которого многие искусствоведы считают частично украинским художником. Картина эта была продемонстрирована вместе с еще одной работой художника, “Дон Жуан с Донной Анной”, которая, впрочем, не имела среди зрителей биеннале того успеха, что “Дуэль” (кстати, известно несколько версий этой картины). Перед последней же, по воспоминаниям очевидцев, стояла толпа, бурно обсуждавшая некий “свет Репина”».
Также существует третий, эскизный вариант «Дуэли» (1913), находящийся в частном собрании в Москве.
А. П. Ланговой в своих воспоминаниях рассказывает, как у художника родился замысел произведения: «Картина эта была написана им под влиянием рассказа одного судебного деятеля о дуэли, дело о которой разбиралось в Тульском суде. Виновный обидчик на дуэли был смертельно ранен обиженным, но, умирая, он сознал свою неправоту и просил прощения у своего убийцы».

## Сюжет
На картине изображён финальный эпизод дуэли, то есть показаны события, происходящие после выстрела. В одной части полотна — группа товарищей, поддерживающих раненого, к которому неспешным шагом направляется врач. В другой — второй дуэлянт, сунув в карман пистолет, отвернулся и привычным движением закуривает папиросу.

## Арт-критика
Художественный критик В. И. Сизов в «Русских ведомостях» 1899 года отмечает: 
Г. Репин выставил весьма небольшую картинку, но чрезвычайно интересную по сюжету и мастерски написанную: художник изобразил сцену дуэли у офицеров-однополчан, происходящую под давлением «суда чести».

21 апреля 1899 года «Русское слово» пишет: 
Сильное впечатление производит небольшая картина И. Е. Репина – «Дуэль». <. . .> Надо согласиться, что эта маленькая картинка красноречивее и убедительнее всевозможных статей, направленных против дуэлей.

9 мая 1899 года в «Московских ведомостях» сообщалось: 
И. Е. Репин выставил не столько картину, сколько эскиз для картины «Дуэль». В самом деле, произведение это отличается какою-то небрежностью, недоделанностью, оставляющею нас совершенно холодными, несмотря на изображенную перед нами только совершившуюся кровавую драму.

В мае 1900 года чешский живописец и художественный критик М. Иранек (1875—1911) обращает внимание на то, что репинская работа 
построена на прекрасных взаимоотношениях красок: серо-зеленой, серой и черно-голубой. По этой картине любой художник может поучиться понимать, что такое тончайшая колористическая гармония.

На А. П. Лангового «Дуэль» произвела неизгладимое впечатление: 
Я никогда не забуду того, что почувствовал, когда в мастерской у Репина увидал его замечательную картину «Дуэль»… Художник с такой силой выразил переживания умирающего, его убийцы, секундантов, доктора, так светло было выражение умирающего, примиренного со своей совестью, что я не удержался и спросил Репина: «Ведь умирающий простил своего убийцу?»